# François Chérèque

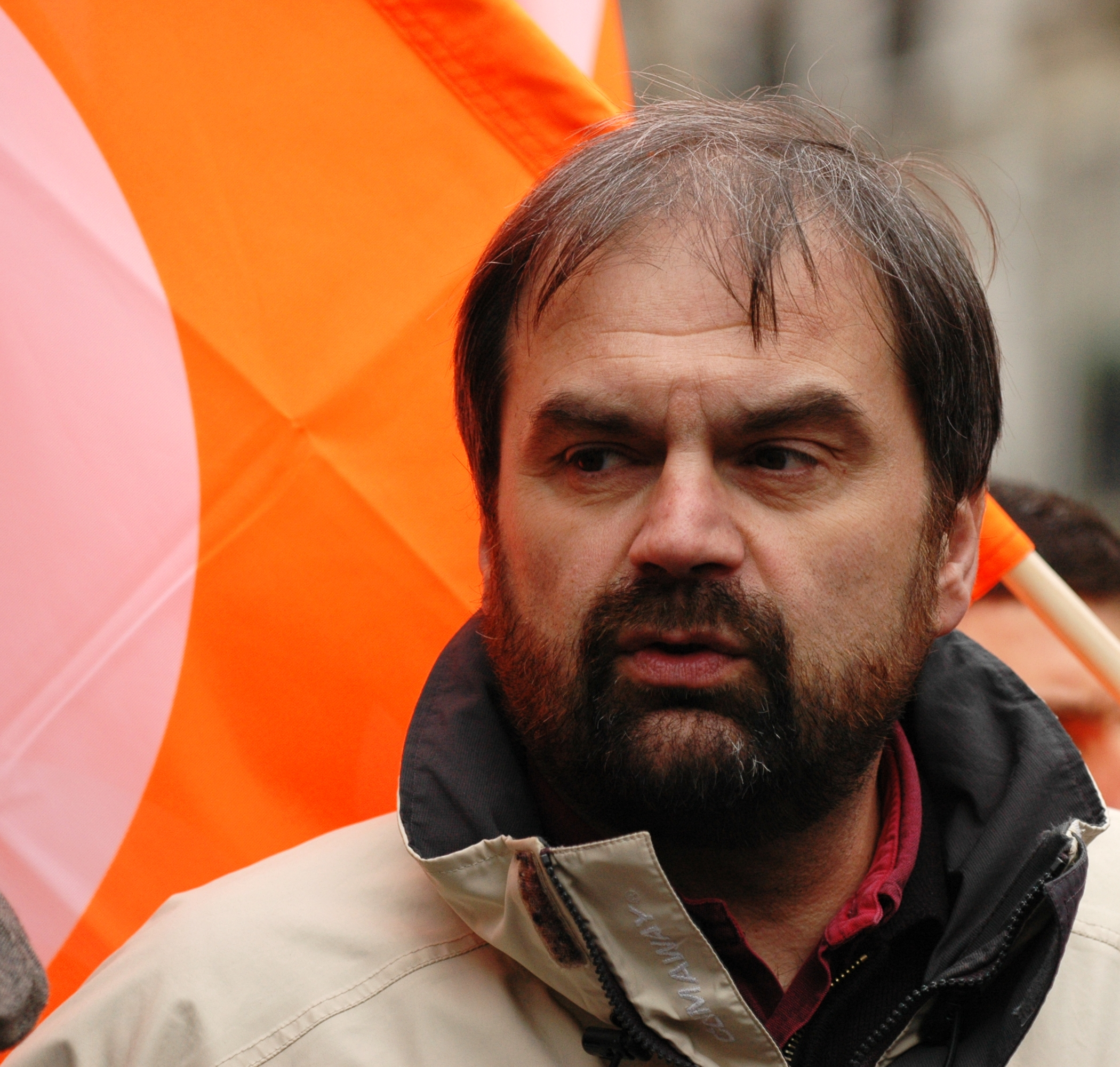
François Chérèque 2006

François Chérèque (* 1. Juni 1956 in Nancy; † 2. Januar 2017) war ein französischer Gewerkschaftsfunktionär.

## Leben
Chérèque besuchte eine katholische Privatschule in Nancy. Er war Vorsitzender der Confédération française démocratique du travail von 2002 bis 2012. Anschließend war er Vorsitzender einer Denkfabrik.
Chérèque starb im Alter von 60 Jahren an Leukämie.
Sein Vater Jacques Chérèque war ebenfalls Gewerkschaftsfunktionär sowie Politiker. Sein Bruder Marc Chérèque ist ehemaliger Präsident des FC Grenoble.